# Wmanager
A Wmanager egy olyan grafikus segédalkalmazás Linux operációs rendszerekhez, amely lehetővé teszi a felhasználó számára, hogy az X Window System grafikus felületének indításakor egyszerűen kiválassza, melyik asztali környezetet vagy ablakkezelőt kívánja használni, anélkül, hogy ehhez manuálisan kellene szerkesztenie a rendszer konfigurációs fájljait. A Wmanager elsődleges célja, hogy kényelmesebbé és rugalmasabbá tegye a grafikus munkamenet elindításának folyamatát, különösen azok számára, akik több különböző asztali környezetet vagy ablakkezelőt telepítettek és használnak rendszerükön felváltva.

## Alkalmazása
Amennyiben a számítógép felhasználója nem kíván grafikus bejelentkezéskezelőt (például KDM, GDM, LightDM, SDDM vagy XDM) alkalmazni, a rendszerbe való szöveges konzolos bejelentkezést követően a grafikus felületet általában manuálisan, a startx parancs segítségével kell elindítania. Ebben az esetben a betöltendő asztali környezetet – például KDE, GNOME, Xfce – vagy a kívánt ablakkezelőt előzetesen be kell állítani a felhasználó saját könyvtárában található $HOME/.xinitrc konfigurációs fájl megfelelő szerkesztésével. Ez a módszer azonban kényelmetlenné válhat, ha a felhasználó gyakran szeretne váltogatni a telepített asztali környezetek vagy ablakkezelők között, mivel minden egyes váltás előtt módosítania kellene az említett konfigurációs fájlt.
A Wmanager egy alternatív, felhasználóbarát megoldást kínál az asztali környezet vagy ablakkezelő kiválasztására ebben a helyzetben. A Wmanager használatához a $HOME/.xinitrc fájlban a megszokott asztali környezetet vagy ablakkezelőt indító parancs helyett a Wmanager programra mutató hivatkozást kell elhelyezni. Továbbá, a $HOME/.wmmanagerrc konfigurációs fájlban szükséges definiálni egy listát, amely a rendszeren elérhető és használni kívánt asztali környezeteket és ablakkezelőket tartalmazza. Így, amikor a felhasználó a startx paranccsal elindítja a grafikus felületet, először a Wmanager grafikus ablaka jelenik meg. Ebből az ablakból egyszerűen, egérkattintással kiválaszthatja az általa éppen használni kívánt asztali környezetet vagy ablakkezelőt, amely ezt követően elindul, így a váltás gyorssá és kényelmessé válik anélkül, hogy a konfigurációs fájlt kellene újra és újra módosítani.
A Wmanager alkalmazás C++ programozási nyelven íródott, és a felhasználói felület megjelenítéséhez az FLTK (Fast, Light Toolkit) grafikus könyvtárat veszi igénybe, amely ismert pehelysúlyú és gyors működéséről. Ennek köszönhetően maga a program is erőforrás-takarékos, gyorsan elindul, és nem terheli feleslegesen a rendszert, mivel csak a grafikus környezet kiválasztásának idejére fut; a választott környezet elindítása után a Wmanager automatikusan bezárul.

## Wmanager versus display manager
A Wmanager és a hagyományos grafikus bejelentkezéskezelők (display managerek, mint például a GDM vagy az SDDM) közötti alapvető különbségek elsősorban a működési elvükben, a funkcionalitásukban és a felhasználásuk módjában mutatkoznak meg, amelyek az alábbi pontokban foglalhatók össze:

### Display manager
1. A legtöbb modern display manager (például GDM, SDDM, LightDM) biztosít lehetőséget a felhasználó számára, hogy a bejelentkezési képernyőn válasszon a telepített asztali környezetek és ablakkezelők közül. Ezek az eszközök általában képesek automatikusan is felismerni a rendszeren elérhető grafikus munkameneteket. (A régebbi vagy egyszerűbb bejelentkezéskezelők, mint az XDM, nem minden esetben kínálták ezt a funkcionalitást.)
2. A display manager a rendszer indításától a leállításáig, a teljes grafikus munkamenet alatt folyamatosan fut a háttérben mint szolgáltatás, ezáltal folyamatosan használ bizonyos mértékű rendszererőforrást (memóriát és processzoridőt).
3. Elsődleges funkciója a grafikus bejelentkezési felület biztosítása, amelyen keresztül a felhasználók a felhasználónevük és jelszavuk megadásával léphetnek be a rendszerbe, és indíthatják el a grafikus munkamenetet.

### Wmanager
1. Lehetőséget biztosít az asztali környezet vagy ablakkezelő kiválasztására, de csak a grafikus felület manuális indításakor (jellemzően a startx paranccsal), a konzolos bejelentkezést követően. A választható környezetek listáját a felhasználónak kell explicit módon megadnia a $HOME/.wmmanagerrc konfigurációs fájlban, bár a lista karbantartásához létezhetnek segédeszközök, mint például a wmanagerrc-update parancs, amely képes lehet automatikusan felderíteni a telepített környezeteket.
2. A Wmanager csak rendkívül rövid ideig, a grafikus felület indítási folyamatának részeként fut: megjeleníti a választóablakot, fogadja a felhasználó választását, elindítja a kiválasztott környezetet, majd azonnal bezárul. Emiatt nem foglal folyamatosan rendszererőforrásokat a munkamenet alatt.
3. Kizárólag a már bejelentkezett felhasználók számára érhető el, a grafikus munkamenet indításának megkönnyítésére szolgál. A rendszerbe való bejelentkezés tehát továbbra is a szöveges konzolon történik, és csak ezt követően indítható a grafikus környezet a Wmanager segítségével (az `.xinitrc` fájlon keresztül). Nem biztosít grafikus bejelentkezési képernyőt.

Összefoglalva, a Wmanager elsősorban azoknak a felhasználóknak kínált egy könnyű és rugalmas alternatívát, akik valamilyen okból nem használtak teljes értékű grafikus bejelentkezéskezelőt (display managert), de mégis szerettek volna kényelmesen váltogatni több különböző telepített ablakkezelő vagy asztali környezet között anélkül, hogy ehhez minden alkalommal manuálisan kellene szerkeszteniük a $HOME/.xinitrc konfigurációs fájlt. Jelentősége a modern Linux disztribúciók korában, ahol a fejlett display managerek széles körben elterjedtek és általában alapértelmezettként használatosak, csökkent.